# Pauschalreise

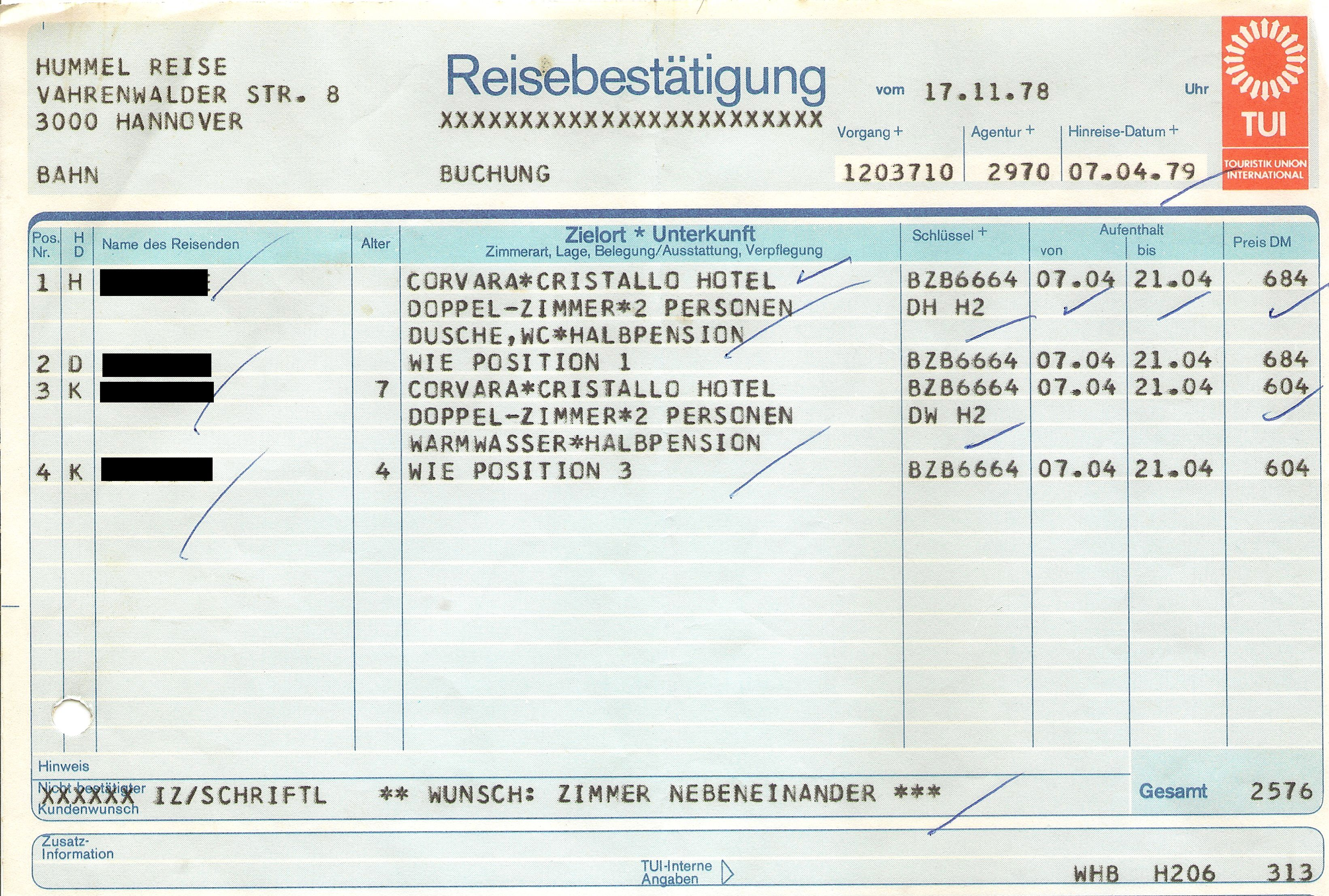
Reisebestätigung durch TUI (1978)

Die Pauschalreise ist im Reiserecht eine Reise, für die zwischen dem Reisebuchenden – meist dem Reisenden selbst – und dem Reiseveranstalter ein Reisevertrag über mindestens zwei verschiedene Reiseleistungen für den Zweck derselben Reise zustande kommt. Reisevermittler handeln hierbei im Auftrag des Reiseveranstalters und vermitteln den Abschluss des Reisevertrages im Auftrag und für Namen des Reiseveranstalters. Gegensatz ist die Individualreise.
Eine Pauschalreise liegt auch dann vor, wenn die von dem Vertrag umfassten Reiseleistungen auf Wunsch des Reisenden oder entsprechend seiner Auswahl zusammengestellt wurden oder der Reiseveranstalter dem Reisenden in dem Reisevertrag das Recht einräumt, die Auswahl der Reiseleistungen aus seinem Angebot nach Vertragsschluss zu treffen („Bausteinreise“). Reiseleistungen wiederum sind die Personenbeförderung, die Beherbergung (außer zu Wohnzwecken), die Autovermietung oder jede andere touristische Leistung (etwa Ausflüge, Sightseeing). Tagesreisen sind keine Pauschalreisen (§ 651a Abs. 5 BGB), auch nicht die verbundenen Reiseleistungen (§ 651w Abs. 1 BGB). Eine Pauschalreise liegt auch dann nicht vor, wenn eine Reise auf der Grundlage eines Rahmenvertrags für die Organisation von Geschäftsreisen mit einem Reisenden, der Unternehmer ist, für dessen unternehmerische Zwecke geschlossen wird (§ 651a Abs. 5 Nr. 3 BGB).
Organisatorisch ist die Pauschalreise aus Sicht des Reisenden eine Fremdorganisation, die Individualreise eine Selbstorganisation.

## Geschichte

Rast auf einer Pauschalreise an den Bodensee (1955)

Als erste Pauschalreise gilt die von dem Baptistenprediger Thomas Cook am 5. Juli 1841 organisierte Bahnreise für 570 englische Arbeiter von Leicester nach Loughborough, in der die Kosten für die Fahrt und die Verpflegung in einem Pauschalpreis inbegriffen waren. Bis 1854 baute Cook das Reisegeschäft aus und machte es zu seinem alleinigen Unterhalt. Die erste Auslandspauschalreise organisierte Cook am 17. Mai 1861 für englische Arbeiter per Bahn und Schiff nach Paris. Cooks 7-tägige Pauschalreise bestand aus im Voraus zu bezahlenden Kupons für Fahrt, Unterkunft und Verpflegung. Er propagierte die Eisenbahnreise für eine Vielzahl von Kunden (englisch „Railways for the Millions“).
In Deutschland kamen durch Reisebüros vermittelte Pauschalreisen um 1898 auf: Sie warben mit Pauschalreisen „à la Cook“ und lehnten sich an den britischen Marktführer an. Im Jahre 1907 gab es bereits ca. 120 deutsche Reisebüros. Ihre Pauschalreisen konnten jedoch zunächst nur von vermögenden Bevölkerungsschichten genutzt werden. Josef Neckermann erweiterte 1962 die Angebotspalette seines Versandhauses Neckermann Versand KG um „Urlaubsreisen für Jedermann“. Für dieses Vorhaben bot er ab 1963 in Zusammenarbeit mit dem Schweizer Ferienunternehmen Hotelplan erstmals Flugreisen an. Der erste Reisekatalog, eine sechsseitige Broschüre, erschien als Beilage zu seinem Versandhauskatalog. „Neckermann bot Pauschalreisen so günstig an wie bis dahin Lampen oder Haushaltswaren. 14 Tage Mallorca für 338 DM. Flug. Hotel. Vollpension. Alles inbegriffen eben.“
Der heutige Massentourismus konnte erst durch Pauschalreisen ermöglicht werden, weil Reiseveranstalter ihre Reisepreise dank der Economies of Scale (Gesetz der Massenproduktion) und ihrer Verhandlungsmacht senken konnten, sodass auch Geringverdiener in den Genuss dieser Reiseform kamen. Dazu gründeten sich große Reiseveranstalter wie die TUI AG, die seit Oktober 1923 auf dem deutschen Reisemarkt tätig ist. In Deutschland entstand im Dezember 1978 als Reaktion auf den ständig zunehmenden Pauschaltourismus ein neues Reiserecht, dem die bisher anzuwendenden Regelungen des Kaufvertragsrechts des BGB nicht gewachsen waren.
In der deutschen Rechtsprechung und im Schrifttum hatte sich zunächst der Begriff des Reiseveranstaltungsvertrags eingebürgert. Das Reiserecht des BGB sprach zunächst nicht von der Pauschalreise, sondern lediglich von der Reise. Dieser Begriff bezeichnete die Veranstalterreise und entstand dadurch, dass sich der Bundestag im Dezember 1978 beim Erlass der neuen Vorschriften zum Reisevertrag um eine Kürzung des bis dahin verwendeten Wortlauts der Veranstalterreise bemüht hatte.
Eine erste Legaldefinition für Pauschalreisen im Sinne einer europäischen Mindestharmonisierung enthielt Art. 2 Richtlinie 90/314/EWG vom 13. Juli 1990:

„Die im Voraus festgelegte Verbindung von mindestens zwei der folgenden Dienstleistungen, die zu einem Gesamtpreis verkauft oder zum Verkauf angeboten wird, wenn diese Leistung länger als 24 Stunden dauert oder eine Übernachtung einschließt: Beförderung, Unterbringung und andere touristische Dienstleistungen, die nicht Nebenleistungen von Beförderung oder Unterbringung sind und einen beträchtlichen Teil der Gesamtleistung ausmachen.“

In seiner Entscheidung vom 30. April 2002 hat der Europäische Gerichtshof (EuGH) festgestellt, dass auch die individuelle Zusammenstellung mehrerer Einzelleistungen durch ein Reisebüro auf Wunsch des Kunden den Begriff der Pauschalreise erfüllt. Dieses Urteil stützte sich auf die Umstände, dass portugiesische Reisebüros eine andere Rechtsstellung haben und im konkreten Fall das Reisebüro im eigenen Namen die Leistungen erbracht hatte. Es richtet sich also nach dem Auftreten eines Reisebüros, ob es als Reiseveranstalter oder Reisevermittler gilt. Somit hatte das Urteil nur bedingt Auswirkungen auf die deutsche und österreichische Rechtslage.

## Rechtsfragen
Das deutsche Reiserecht der §§ 651a ff. BGB ist stark geprägt durch die Richtlinie (EU) 2015/2302 (Pauschalreiserichtlinie), die seit dem 1. Juli 2018 gilt. Die Pauschalreise ist in § 651a BGB geregelt, das Gesetz spricht aber weiterhin lediglich von der „Reise“. Der Reisekatalog gilt rechtlich – wie alle Produktkataloge – als Aufforderung zur Abgabe eines Angebots. Vertragspartner sind der Reisende, Reiseveranstalter oder Reisevermittler. Ein Reisevertrag kommt erst zustande, wenn der Reisende den vorgedruckten Auftrag unterzeichnet (Angebot) und der Reiseveranstalter diesen durch die Reisebestätigung annimmt.
Der Reisevertrag ist ein Werkvertrag, so dass der Reiseveranstalter den Reiseerfolg schuldet. Insbesondere hat der Reiseveranstalter dem Reisenden gemäß § 651i Abs. 1 BGB die Pauschalreise frei von Reisemängeln zu verschaffen, sie muss also die vereinbarte Beschaffenheit aufweisen. Charakteristisch ist, dass der Reiseveranstalter alleiniger Vertragspartner des Reisenden ist und nicht etwa jeder Leistungsträger von einzelnen Reiseleistungen (wie Fluggesellschaft, Hotel, Mietwagen). Diese sind rechtlich die Erfüllungsgehilfen des Reiseveranstalters gemäß § 278 BGB. Der Reiseveranstalter muss sich die Fehler seiner Erfüllungsgehilfen anrechnen lassen. Gemäß § 651y Satz 1 BGB darf der Reiseveranstalter weder seine Pflicht zur mangelfreien Durchführung der Reise abbedingen noch die Haftungsfolgen aus den §§ 651i ff. BGB vertraglich ausschließen oder beschränken. Varianten einer Pauschalreise sind hinsichtlich Beherbergung und Verpflegung die Vereinbarung von Vollpension, Halbpension oder Leistungen all inclusive.
Fällt eine Pauschalreise unter diese Definition, findet in Deutschland das Reiserecht Anwendung, das die bei Individualreisen anwendbaren dienst-, werk- und mietvertragsrechtlichen Vorschriften verdrängt. Maßgebliche Rechtsquellen sind hierfür §§ 651a ff. BGB sowie die Verordnung über die Informationspflichten von Reiseveranstaltern vom 14. November 1994. Hiernach verpflichtet ein Pauschalreisevertrag den Reiseveranstalter, für den Reisenden die Gesamtheit der versprochenen Reiseleistungen zu erbringen. Im Gegenzug verpflichtet § 651a BGB den Reisenden, dem Reiseveranstalter den vereinbarten Reisepreis zu zahlen.
Bei Pauschalreisen zahlt der Reisende einen einheitlichen Reisepreis, der sämtliche im Reisevertrag vereinbarten Reiseleistungen umfasst. Der Reiseveranstalter darf nur dann eine Vorauszahlung oder Anzahlung auf den Reisepreis verlangen (§ 651t BGB), wenn durch Kreditinstitute oder Versicherer ein Reisesicherungsschein (Anzahlungsbürgschaft) vorgelegt wird (§ 651r Abs. 2 BGB). Als Spezialfall der Pauschalreise gilt die „Bausteinreise“, bei der einzelne Bestandteile aus einem vorgegebenen Katalog individuell kombiniert werden. Geschieht diese Kombination in Echtzeit, spricht man von „dynamic packaging“. Rechtlich ist die Bausteinreise der Pauschalreise gleichzusetzen.
Als Besonderheit der speziellen Regelung von Pauschalreisen gilt der umfassendere Verbraucherschutz. So hat der Pauschalreisende im Mängelfall nur einen Ansprechpartner (nämlich den Reiseveranstalter). Ferner steht ihm neben einem separaten Schadensersatzanspruch und einem Kündigungsrecht bei Reisemängeln das Recht zu, den Reisepreis zu mindern (§ 651m BGB). Anhaltspunkte, worin Reisemängel bestehen und in welcher Höhe der Reisepreis gemindert werden darf, ergeben sich bei Pauschalreisen aus Übersichten wie der Frankfurter Tabelle oder der Kemptener Reisemängeltabelle. Diese Übersichten bilden jedoch lediglich Richtwerte und binden die Gerichte nicht. Bei Mängeln, die sich auf die Luftbeförderung beziehen, weisen Reiseveranstalter indes bisweilen im Einzelfall oder bereits in ihren AGB darauf hin, dass etwaige Ersatzansprüche im Hinblick auf Fluggastrechte direkt an die jeweilige Fluggesellschaft zu richten seien.

## Wirtschaftliche Aspekte
Die Marktanteile der Pauschalreisen am gesamten deutschen Reisemarkt weisen seit 2005 eine sinkende Tendenz zu Gunsten der Individualreisen auf. Während im Jahre 2005 die Pauschalreisen auf einen Marktanteil von 44 % aller Reisen über 5 Tage kamen, lag der Anteil dieses Marktsegments 2015 lediglich noch bei 39 %.
Die Pauschalreise ist eine Reiseform, bei der der Reisende die Organisation der Reise einem Reiseveranstalter überlässt. Im Regelfall ist – bei gleichen Reiseleistungen, gleicher Reisedauer und gleichem Reiseziel – die Individualreise preisgünstiger als die Pauschalreise. Der Individualtourist erspart nämlich die Gewinnmarge des Reiseveranstalters und die Avalprovision für den Reisesicherungsschein. Nur im Massentourismus (etwa nach Mallorca) kann dieser Vorteil durch die dem Reiseveranstalter möglichen niedrigeren Hotelpreise (Verhandlungsmacht) überkompensiert werden. Je nach Reiseziel und Reisezeit sind daher Preisvorteile sowohl bei der Individualreise als auch bei der Pauschalreise erzielbar.

## Zubucherreise
Eine Zubucherreise ist eine Sonderart von Pauschalreise, welche von einem bestimmten, primären Reiseveranstalter (Partneragentur) als Rundreise zusammengestellt wird, jedoch auch von weiteren, sekundären Reisebüros (Partnern) als Vermittler angeboten wird. Teilnehmer können sich über sekundäre Reiseorganisationen zubuchen. Oft handelt es sich um einen primären Reiseveranstalter in einem fernen Land, welcher die lokalen Leistungen inklusive Reiseleitung vor Ort organisiert und gewährleistet. In vielen Fällen sind Hin- und Rückreise ins ferne Land nicht in der Pauschale eingeschlossen, weil die Teilnehmer aus unterschiedlichen Ländern anreisen. Häufig wird dieselbe Pauschalreise in drei Varianten angeboten:
- Privatreise mit zwei Teilnehmern
- Zubuchereise mit mindestens zwei Teilnehmern
- Reise mit mindestens einer Kleingruppe von z. B. 10 Teilnehmern.

Die drei Varianten unterscheiden sich nur durch die Preisgestaltung und durch die verwendeten Transportmittel. Die lokale Reiseleitung auf der gesamten Rundreise ist identisch. Vorteile von Zubucherreisen sind, dass diese Reisen auch bei nur zwei Teilnehmern an den vorgesehenen Daten durchgeführt werden und der Preis zwischen demjenigen einer Privatreise und demjenigen einer Gruppenreise liegt.

## International
Österreich hat die Richtlinie (EU) 2015/2302 (Pauschalreiserichtlinie) wie Deutschland zum 1. Juli 2018 umgesetzt, allerdings durch das eigenständige Pauschalreisegesetz (PRG). Den Reiseveranstalter trifft eine umfassende vorvertragliche Informationspflicht (§ 4 PRG), der Reisende kann vor Reisebeginn jederzeit zurücktreten, bei höherer Gewalt auch entschädigungslos (§ 10 PRG). Der Reiseveranstalter kann bei Unterschreitung der Mindestteilnehmerzahl entschädigungslos zurücktreten, muss aber den gezahlten Reisepreis erstatten (§ 10 Abs. 3 PRG). Der Reisende muss dem Reiseveranstalter unverzüglich Vertragswidrigkeiten während der Reise mitteilen (§ 11 Abs. 2 PRG). Nicht oder mangelhaft erbrachte Reiseleistungen sind vom Reiseveranstalter zu beheben (§ 11 Abs. 3 PRG), es sei denn, dass dies unmöglich ist oder unter Berücksichtigung des Ausmaßes der Vertragswidrigkeit und des Werts der betroffenen Reiseleistung mit unverhältnismäßigen Kosten verbunden wäre. Behebt er nicht, kann der Reisende selbst Abhilfe schaffen (§ 11 Abs. 4 PRG).
Ein Reisevertrag kann in der Schweiz entweder als Reisevermittlungsvertrag oder als Reiseveranstaltungsvertrag gestaltet werden. Letzterer kann entweder als Innominatvertrag oder als Pauschalreisevertrag ausgestaltet sein. Der Pauschalreisevertrag ist ein Nominatvertrag, welcher außerhalb des Obligationenrechts im Bundesgesetz über Pauschalreisen vom 18. Juni 1993 (PRG) geregelt ist. Es erlegt dem Reiseveranstalter umfassende Informationspflichten auf (Art. 4, 5 PRG), schreibt in Art. 6 PRG den Inhalt des Reisevertrages verbindlich vor, behandelt wesentliche Vertragsänderungen (wozu auch Preiserhöhungen von mehr als 10 % gehören; Art. 8 PRG) oder regelt die Rechte des Reisenden, der als Konsument bezeichnet wird (Art. 10 PRG). Der Konsument hat in den Fällen des Nichterreichens der Mindestteilnehmerzahl und bei höherer Gewalt keinen Anspruch auf Schadensersatz wegen Nichterfüllung (Art. 11 Abs. 2 PRG). Reisemängel sind unverzüglich zu beanstanden (Art. 12 PRG), der Veranstalter haftet für die gehörige Vertragserfüllung (Art. 14 PRG) außer bei höherer Gewalt (Art. 15 PRG).
Im Common Law ist die Pauschalreise (englisch package tour) durch Regulation 4 der Package Travel, Package Holidays and Package Tour Regulations 1992 (PTR) geregelt. Hiernach werden die Angaben im Reisekatalog gemäß Reg. 6 (1) PTR zur konkludenten Mängelhaftung (englisch implied warranties) des Reisevertrages, was dem Verbraucher ein Vorgehen wegen unzutreffender Angaben (englisch misrepresentation) oder Vertragsverletzung (englisch breach of contract) ermöglicht. Eine weitere Haftung der Reiseveranstalter ergibt sich zudem aus dem Verhaltenskodex (englisch code of conduct), den der Interessenverband britischer Reiseveranstalter ABTA ausgehandelt hat.